# Mineri
Mineri – wieś w Rumunii, w okręgu Tulcza, w gminie Somova. W 2011 roku liczyła 1567 mieszkańców.